# Alexander (alabarque)
Pour les articles homonymes, voir Alexander.
Alexandre ou Julius Alexandre est le frère de Philon d'Alexandrie, vivant au Ier siècle dans la province romaine d'Égypte. Il était très riche et exerçait la fonction d'alabarque ou arabarque. Il administrait aussi les biens d'Antonia Minor, la fille du triumvir Marc Antoine. En 36, il a également prêté une forte somme d'argent au futur roi Agrippa Ier en route vers Rome. Il est également célèbre pour avoir payé le placage en argent et en or de neuf portes du Temple de Jérusalem, à l'exception des deux battants de la porte de Nicanor. C'est un des rares Juifs d'Alexandrie à posséder la citoyenneté romaine à l'époque. Un de ses fils, Marcus Julius Alexander a été marié sous le parrainage de l'empereur Claude dès son arrivée au pouvoir en 41, à la princesse Bérénice, fille d'Agrippa Ier. Juste avant, Claude avait tiré Alexandre de la prison où Caligula l'avait fait enfermer. Un autre de ses fils Tiberius Julius Alexander deviendra procurateur de Judée de 46 à 48, avant de jouer un grand rôle dans l'accession au pouvoir de Vespasien en 69, alors qu'il était préfet d'Égypte.
À la suite d'Heinrich Graetz, certains critiques l'appellent Alexandre Lysimaque, alors qu'une petite-fille d'Alexandre, fille de Tiberius Alexander a épousé un de ses cousins appelé Lysimaque.

## Éléments biographiques
Il est souvent mentionné comme étant « le Juif le plus riche et le plus considéré » d'Alexandrie. Il était alabarque, c'est-à-dire un contrôleur général des douanes de la frontière arabique ou un officier financier chargé de lever les taxes sur les transports. Il est aussi le frère du célèbre écrivain Philon d'Alexandrie et le père de Tibère Alexandre. 
Alexander était aussi un grand propriétaire foncier, créancier et proche du futur empereur Claude, ayant obtenu d'Auguste le droit de cité romaine. Il était l’administrateur des biens d'Antonia Minor, fille du triumvir Marc Antoine et de sa première femme, la sœur d’Auguste. Il appartenait à l'une des rares familles juives de citoyens romains. À ce titre, il gérait la totalité de la fortune que Marc-Antoine avait laissée en Égypte. Alexander rendit tant de services à la famille impériale qu’il obtint la citoyenneté romaine et put ajouter à son nom celui de l’empereur comme c'était l'usage : c'est ainsi qu'un de ses fils s'est appelé Tiberius Julius Alexander. Celui-ci deviendra procurateur de Judée, puis gouverneur d'Égypte et apportera un concours décisif à Vespasien pour qu'il devienne empereur.
Comme l'élite de l'époque, Alexander et son frère Philon étaient hellénisés et des adeptes les plus distingués de la culture grecque. L’alabarque n’en était pas moins profondément attaché à la religion juive et au Temple de Jérusalem. Il fit revêtir d’or fin les battants de toutes les portes conduisant de l’avant-cour du temple au parvis intérieur, à l’exception de la porte de Nicanor (voir: Tombe de Nicanor L'inscription de Nicanor).

## Alexander et AgrippaIer
Lorsqu'en 36, Hérode Agrippa cherche à se rendre à Rome alors qu'il est « abandonné et détesté des siens », c'est Alexander qui lui prête la somme nécessaire, alors que le futur roi des Juifs est perclus de dettes,. Probablement que l'alabarque a compris que le but d'Hérode Agrippa est de se faire confier l'administration de la tétrarchie de Philippe qui bien que mort deux ans plus tôt n'a pas encore été remplacé. Hérode Agrippa semble bien décidé à se rendre à Rome, « pour accuser le tétrarque Hérode » Antipas auprès de Tibère, pour essayer de prendre son domaine,. Il faut dire que l'échec d'Hérode Antipas à se faire confier ces nouveaux territoires est désormais patent, et que l'investissement qu'il consent, a des chances d'être fructueux. En effet, Hérode Agrippa est un hasmonéen, de la dynastie légitime. Il est surtout celui qui a vécu très longtemps dans la capitale de l'Empire, et il connaît personnellement presque tous les membres de la famille impériale. Par tradition familiale, il est soutenu par l'impératrice Livie, qui était l'amie de sa grand-mère et par Antonia Minor, la belle-sœur de Tibère, qui était la protectrice de sa mère. Après le meurtre de son père par Hérode le Grand, son grand-père, le jeune Agrippa a été envoyé à la cour impériale de Rome, où Tibère a nourri de l'affection pour lui. Il a donc été élevé à Rome avec les enfants de la famille impériale dont le futur empereur Claude, ainsi que Drusus, le jeune fils de Tibère,, dont il deviendra l'ami intime.
Voulant aider Hérode Agrippa dans son entreprise, mais se défiant de sa folle prodigalité, l’alabarque demande à sa femme Cypros de se porter caution pour lui et ne lui donne la première fois qu'une partie de la somme promise.
Lorsqu'en été 38, Hérode Agrippa repasse à Alexandrie pour se rendre dans ses territoires, c'est à nouveau chez Alexander qu'il va être logé. Il a alors le titre de roi.
Les rapports entre la communauté juive d'Alexandrie et le préfet d'Égypte Aulus Avilius Flaccus  sont en train de se tendre. Celui-ci n'a pas transmis à Rome le « décret » des Juifs d'Alexandrie qui salue l’avènement de Caligula comme empereur et il s'oppose à ce qu'une délégation des Juifs d'Alexandrie parte pour Rome pour la remettre à l'empereur. Philon écrit que Flaccus voulait faire passer les Juifs d'Alexandrie « seuls parmi tous les peuples qui sont sous le soleil, pour ennemis du prince. »

« Le roi Agrippa étant survenu à Alexandrie fut instruit par nous des embûches que Flaccus avait dressées pour notre ruine; il secourut notre détresse et promit qu’il se chargerait de transmettre à Rome notre décret. Nous avons appris depuis qu’il le fit en justifiant le délai: ce délai ne tenait pas à ce que nous avions tardivement songé à honorer l’auguste famille de nos bienfaiteurs: nous avions voulu le faire depuis longtemps, mais la malveillance du président nous en avait empêchés. »